# Ordos Ejin Horo Airport
Ordos Ejin Horo Airport (kinesiska: 鄂尔多斯伊金霍洛机场) är en flygplats i Kina. Den ligger i den autonoma regionen Inre Mongoliet, i den norra delen av landet, omkring 210 kilometer sydväst om regionhuvudstaden Hohhot.
Runt Ordos Ejin Horo Airport är det ganska glesbefolkat, med 26 invånare per kvadratkilometer. Närmaste större samhälle är Ordos, 14,5 km nordväst om Ordos Ejin Horo Airport. Trakten runt Ordos Ejin Horo Airport består i huvudsak av gräsmarker.
Genomsnittlig årsnederbörd är 583 millimeter. Den regnigaste månaden är juli, med i genomsnitt 181 mm nederbörd, och den torraste är januari, med 1 mm nederbörd.